# 萇弘
萇弘（？—前492年），又作长红、苌宏，字叔，蜀（今四川资阳市雁江区）人，東周學者、政治家。

## 生平
少年時喜歡讀書，通曉天文、曆數，精通音律、樂理。《史記·封禪書》載：「萇弘以方事周靈王。」至周景王時仍任大夫，常應對星象吉凶徵兆之事。周敬王即位（前519年），因參謀遷都輔佐興邦有功，升任內史大夫，執掌東周朝政。周敬王二十四至二十五年間（前496年─前495年），孔子曾訪樂於萇弘，請教和探討音樂與天文知識。敬王二十八年（前492年），因支持在晉國作亂的范氏，被晉國權臣趙鞅逼迫自殺。《莊子》表示三年後，其血化為碧玉。

## 后世纪念
在古蜀地（今資中縣發輪鄉龍水村）有「萇弘祠」、「萇弘讀書臺」遺址。《圖經》中載：「有祠在青泥坊，數里之內，土色尚青。」後人以「萇弘化碧」或「三年化碧」形容一個人精誠忠正。